# Сыцянко, Осип Семёнович
Осип Семёнович Сыцянко (укр. Йосип Семенович Сицянко; 1824—1886) — российский медик и педагог, доцент Императорского Харьковского университета; доктор медицины.

## Биография
Осип Сыцянко родился в 1824 году; происходил из дворян. По окончании курса в гимназии поступил на медицинский факультет Московского университета, из которого в 1851 году вышел с званием лекаря.
В феврале 1856 года за диссертацию под заглавием «De fibris intermittentis curatione» (М., 1856) Осип Семёнович Сыцянко был удостоен Императорским Московским университетом звания доктора медицины.
До 1860 года служил врачом Моршанском уезде Тамбовской губернии в имении графа Шувалова, а потом сначала младшим, затем старшим врачом в еврейской больнице города Вильно — до 1864 года, когда Императорским Харьковским университетом был избран в доценты по кафедре электротерапии.
Доктор Сыцянко провёл ряд исследований по распространению электричества в человеческом организме и влиянию электрического тока на лечебный процесс и опубликовал множество научных статей по этой теме.
В 1880 году в Харькове он издал иллюстрированную книгу «Гигиеничная комнатная гимнастика».
Осип Семёнович Сыцянко умер в 1886 году в городе Харькове.